# Сайнфелд, Эван
Эван Сайнфелд (англ. Evan Seinfeld, род. 29 декабря 1967 года в Бруклине, Нью-Йорк, США) — американский музыкант и актёр, а также режиссёр, фотограф и писатель еврейского происхождения. Появился в нескольких порнографических фильмах под именем «Spyder Jonez». Известен как ведущий вокалист, басист и основатель Biohazard. После ухода из группы в мае 2011 года по личным причинам он присоединился к группе Attika7 в качестве вокалиста. Вернулся в группу в октябре 2022. Он также является бывшим мужем порноактрисы Теры Патрик. Пара объявила о своем расколе 30 сентября 2009 года, хотя они остаются деловыми партнёрами. С 2011 по конец 2020 года состоял в браке с певицей и бывшей порноактрисой Лупе Фуэнтес.

### Музыкальная карьера
Сайнфелд был основателем, басистом и вокалистом нью-йоркской хардкор метал-группы Biohazard. Сайнфелд основал группу в 1987 году, но покинул группу в начале 2011 года. Эван был басистом в супер-группе Damnocracy, представленной в телевизионном шоу Supergroup на телевидении VH1, с другими участниками, включая Теда Нугента, Себастьяна Баха, Скотта Яна и Джейсона Бонэма. В марте 2007 года Эван Сайнфелд дебютировал в своей новой группе, The Spyderz, на разогреве у Buckcherry. Группа изначально называлась White Line Fever, пока не было обнаружено, что британская группа имеет такое же название. В Spyderz также участвовал гитарист Джон Монте (Ministry), M.O.D. и вокалист Disparrows Даниэль Вебер. В октябре 2008 года Сейнфельд ненадолго присоединился к Tattooed Millionaires в качестве басиста и совокалиста.
В 2011 году Сейнфельд присоединился к Attika7, группе с участием бывших членов Стены Иерихона, Static-X, Soulfly и Possessed.  Дебютный альбом группы Blood of My Enemies был выпущен 31 июля 2012 года.
С 2023 года воссоединился с группой Biohazard после долго отсутствия.

### Карьера актёра
Сейнфельд сыграл Джаза Хойта в драме Oz производства HBO в общей сложности в 40 эпизодах, охватывающих большую часть серий шестилетнего цикла. Он играл лидера банды байкеров в тюрьме и соратника арийского братства, белой банды с превосходством. Он показал свою обнаженность в некоторых сценах сериала. В некоторых эпизодах 6-го сезона можно ясно увидеть татуировку «Звезда Давида» на животе Сейнфельда.
Сейнфельд был женат на порнозвезде Тере Патрик, снимаясь с ней в семи фильмах под псевдонимом «Spyder Jonez», в том числе «Reign of Tera», «Остров Teradise» (который он придумал), Tera, Tera, Tera и Desperate, В финальной сцене царствования Tera он выступает в оргии с участием десяти азиатских порнозвёзд как единственный мужчина. Он также выступает в дуэтах с женщинами, без Теры Патрик. Сейнфилд продолжает работать в развлекательных программах для взрослых Spyder Jonez, в первую очередь через свою продюсерскую компанию Iron Cross Entertainment и Teravison, продюсерскую компанию, которой он владеет совместно с Tera Patrick, а также его собственный сайт Rockstar Pornstar.
Эван и Тера появляются в ряде ТВ передач, таких как E! True Hollywood Story Wives", G4TV's A Day in the Life of Tera Patrick, VH1's Greatest Metal Songs, and WE's Secret Lives of Women.
Эван появился в независимых фильмах Angry Dogs, Kiss Me Now и Wizard of Gore. Он и Патрик появились в документальном фильме «Fuck».

### Другие выступления
Он является одним из персонажей книги «Секс-советы от рок-звезд» Пола Майлза, опубликованной в июле 2010 года от Omnibus Press.
21 ноября 2011 года он появился в The Real Housewives of Beverly Hills, выступая в группе Ace Young для участия в пятой вечеринке по случаю рождения дочери Тейлора Армстронга.

### Награды
- 2008 XBIZ Award – Crossover Male Star of the Year
- 2009 XBIZ Award – ASACP Service Recognition Award

### Личная жизнь
После трёхлетних отношений Сейнфельд женился на Тере Патрик на небольшой церемонии 9 января 2004 года. Церемония прошла в Лас-Вегасе, где они присутствовали на шоу AVN Awards 2004 года. Пара расторгла свой брак 30 сентября 2009 года, но остались при этом деловыми партнёрами и поддерживают приятельские отношения.
С 2011 года Сейнфельд был женат на певице и бывшей порноактрисе Лупе Фуэнтес. В декабре 2020 года брак был расторгнут.
Является родственником комика Джерри Сейнфелда.

## Дискография
| Год выпуска | Название                   | Лейбл              |
| ----------- | -------------------------- | ------------------ |
| 1990        | Biohazard                  | Magnetic Air       |
| 1992        | Urban Discipline           | Roadrunner Records |
| 1994        | State of the World Address | Warner Bros        |
| 1996        | Mata Leao                  | Warner Bros        |
| 1999        | New World Disorder         | Mercury            |
| 2001        | Uncivilization             | Sanctuary          |
| 2003        | Kill Or Be Killed          | Sanctuary          |
| 2005        | Means To An End            | SPV GmbH           |